# Deer Park (Texas)
La ville de Deer Park est située dans le comté de Harris, dans l’État du Texas, aux États-Unis. Elle comptait 32 010 habitants lors du recensement de 2010.

## Démographie
| Groupe            | Deer Park | Texas | États-Unis |
| ----------------- | --------- | ----- | ---------- |
| Blancs            | 86,2      | 70,4  | 72,4       |
| Autres            | 7,9       | 10,6  | 6,4        |
| Métis             | 2,2       | 2,7   | 2,9        |
| Asiatiques        | 1,5       | 3,8   | 4,8        |
| Afro-Américains   | 1,5       | 11,9  | 12,6       |
| Amérindiens       | 0,7       | 0,7   | 0,9        |
| Total             | 100       | 100   | 100        |
|                   |           |       |            |
| Latino-Américains | 26,3      | 37,6  | 16,7       |

Selon l'American Community Survey pour la période 2011-2015, 85,08 % de la population âgée de plus de 5 ans déclare parler l'anglais à la maison, 13,12 % déclare parler l'espagnol, 1,79 % l'ourdou et 1,79 % une autre langue.

## Source
- (en) Cet article est partiellement ou en totalité issu de l’article de Wikipédia en anglais intitulé « Deer Park, Texas » (voir la liste des auteurs).

1. ↑  (en) « Deer Park, TX Population - Census 2010 and 2000 », sur censusviewer.com.
2. ↑  (en) « Population of Texas - Census 2010 and 2000 », sur censusviewer.com.
3. ↑  (en) « Language spoken at home by ability to speak English for the population 5 years and over », sur factfinder.census.gov.